# Podgaje (przystanek kolejowy)
Podgaje – dawny wąskotorowy przystanek osobowy w Podgajach, w gminie Skalbmierz, w powiecie kazimierskim, w województwie świętokrzyskim, w Polsce.